# Léa Seydoux
Léa Seydoux (París, 1 de juliol de 1985) és una actriu francesa que va iniciar la seva carrera en la dècada de 2000.
Va estudiar al Conservatori de París amb la intenció de convertir-se en cantant. Després va optar per la interpretació i va ingressar a l'escola Les Enfants Terribles i després a l'Actors Studio de Nova York. Va debutar amb un paper a la cinta Mes copines (2006) i el 2008 va obtenir la seva primera nominació per a un premi César amb la pel·lícula La Belle personne. El 2009, requerida per Quentin Tarantino, interpretà el paper de Charlotte Lapadite a Maleïts malparits, un film ambientat en la Segona Guerra Mundial.
Amb posterioritat va tornar a ser nominada al César com a millor actriu revelació per Belle Epine (2010), un drama dirigit per Rebecca Zlotowski. Va guanyar la Palma d'Or al Festival de Cinema de Cannes 2013 per a La vie d'Adèle. Ha treballat també amb Ridley Scott, a Robin Hood (2010), i Woody Allen, a Midnight in Paris (2011). I també en els films de James Bond Spectre (2015), dirigit per Sam Mendes i No Time to Die (2021).
La popular actriu ha estat guardonada com "Millor Actriu" pel seu paper protagonista en la pel·lícula "La Bête" del director Bertrand Bonello en l'edició del 2023 de la Setmana Internacional de Cinema de Valladolid.
Seydoux també va tenir un paper protagonista al videojoc d'Hideo Kojima Death Stranding. Com a Fragile, hi va posar la veu i en va fer l'actuació en captura de moviment, paper pel qual va ser nominada a un BAFTA. Death Stranding va ser llançat el novembre de 2019.

## Filmografia
| Any  | Pel·lícula                                 | Paper                 | Notes                                                            |
| ---- | ------------------------------------------ | --------------------- | ---------------------------------------------------------------- |
| 2006 | Mes copines                                | Aurore                |                                                                  |
| 2007 | La Consolation                             |                       |                                                                  |
| 2007 | Une vieille maîtresse                      | Olivia                |                                                                  |
| 2007 | 13 French Street                           | Jenny                 |                                                                  |
| 2008 | De la guerre                               | Marie                 |                                                                  |
| 2008 | Les Vacances de Clémence                   | Jackie                |                                                                  |
| 2008 | Des poupées et des anges                   | Gisèle                |                                                                  |
| 2008 | La Belle personne                          | Junie                 | Nominació − César a la millor esperança femenina                 |
| 2009 | Mon faible cœur                            | Lea                   |                                                                  |
| 2009 | Lourdes                                    | Maria                 |                                                                  |
| 2009 | Des illusions                              | La fille du métro     |                                                                  |
| 2009 | Maleïts malparits                          | Charlotte LaPadite    |                                                                  |
| 2009 | Plein sud                                  | Léa                   |                                                                  |
| 2010 | Robin Hood                                 | Isabella of Angoulême |                                                                  |
| 2010 | Petit tailleur                             | Marie–Julie           |                                                                  |
| 2010 | Sans laisser de traces                     | Fleur                 |                                                                  |
| 2010 | Belle Épine                                | Prudence Friedmann    | Nominació − César a la millor esperança femenina                 |
| 2010 | Roses à crédit                             | Marjoline             |                                                                  |
| 2010 | Mysteries of Lisbon                        | Blanche de Montfort   |                                                                  |
| 2011 | Midnight in Paris                          | Gabrielle             |                                                                  |
| 2011 | Mission: Impossible – Ghost Protocol       | Sabine Moreau         |                                                                  |
| 2011 | Time Doesn't Stand Still                   | Elle                  |                                                                  |
| 2011 | Le roman de ma femme                       | Ève                   |                                                                  |
| 2012 | Les Adieux à la reine                      | Sidonie Laborde       | Nominació − César a la millor actriu                             |
| 2012 | L'Enfant d'en haut                         | Louise                |                                                                  |
| 2013 | La vie d'Adèle                             | Emma                  | Nominació − César a la millor actriu                             |
| 2013 | Grand Central                              | Karole                |                                                                  |
| 2014 | La bella i la bèstia (La Belle et la Bête) | Belle                 |                                                                  |
| 2014 | The Grand Budapest Hotel                   | Clotilde              |                                                                  |
| 2014 | Saint Laurent                              | Loulou de la Falaise  |                                                                  |
| 2015 | Llagosta                                   |                       |                                                                  |
| 2015 | Diary of a Chambermaid                     |                       |                                                                  |
| 2015 | Spectre                                    | Dr. Madeleine Swann   |                                                                  |
| 2016 | Juste la fin du monde                      | Suzanne Knipper       |                                                                  |
| 2018 | Isle of Dogs                               | Nou moscada           | Veu a la versió doblada en francès                               |
| 2018 | Zoe                                        | Zoe                   |                                                                  |
| 2018 | Kursk                                      | Tanya                 |                                                                  |
| 2019 | The Horse Boy                              | Emily                 |                                                                  |
| 2019 | Roubaix, une lumière                       |                       | En projecte                                                      |
| 2019 | Death Stranding                            | Fragile               | Videojoc - veu i motion capture                                  |
| 2020 | The French Dispatch                        | Simone                |                                                                  |
| 2020 | The Story of My Wife                       | Lizzy                 | Post-producció                                                   |
| 2020 | No Time to Die                             | Dr. Madeleine Swann   |                                                                  |
| 2020 | On a Half Clear Morning                    |                       | Post-producció                                                   |
| 2022 | Crimes of the Future                       | Caprice               |                                                                  |
| 2022 | Un Beau Matin                              | Sandra Kienzler       |                                                                  |
| 2023 | La Bête                                    | Gabrielle             | Millor actriu 68è Festival Internacional de Cinema de Valladolid |
| 2024 | Dune: Part 2                               | Lady Margot           |                                                                  |